# Federico Malavassi Calvo
Federico Guillermo Malavassi Calvo (Tres Ríos, La Unión, 28 de enero de 1956) es un abogado y político liberal costarricense. Fue el candidato presidencial por el partido Unión Liberal para las elecciones presidenciales del 2022.

## Biografía
Nació en el distrito de Tres Ríos, en el cantón de La Unión, el 28 de enero de 1956. Egresado en 1967 de primario en el Colegio Calasanz. En 1972 concluyó sus Estudios de Educación Media en el Área de Letras y obtuvo su Bachillerato en Letras en el Liceo José Joaquín Vargas Calvo. Egresado de Derecho de la Universidad de Costa Rica.
Contrajo matrimonio con Gladys Eugenia Corrales Madrigal el 23 de julio de 1979 y tienen tres hijos: Federico José (12 de abril de 1980), Francisco Guillermo (21 de abril de 1982) y Fabricio Enrique (3 de diciembre de 1990).
Es abogado y notario graduado de la Universidad de Costa Rica, catedrático de la Universidad Autónoma de Centro América. Fue candidato presidencial del Movimiento Libertario en 1998 obteniendo menos del 1% de los votos, y luego diputado del período 2002-2006 por el mismo partido del cual fue jefe de fracción. Fue también presidente de la Asociación Nacional de Fomento Económico, un círculo de pensamiento libertario.
En 2013 Malavassi dio su adhesión al candidato Rodolfo Hernández Gómez del Partido Unidad Social Cristiana; sin adherirse de ninguna forma a este partido.